# Pescina (Seggiano)
Pescina is een plaats (frazione) in de Italiaanse gemeente Seggiano.